# 于尔约·林科
于尔约·林科（芬蘭語：Yrjö Linko，1885年2月1日—1934年3月22日），芬兰男子体操运动员。他曾获得1908年夏季奥运会体操比赛男子团体全能铜牌。1909年，他代表Ylioppilasvoimistelijat队在全国体操锦标赛上获得男子团体冠军。